# 30 Jours de nuit (film)
Pour les articles homonymes, voir 30 Jours de nuit (homonymie).
Série
30 Jours de nuit : Jours sombres
(2010)
Pour plus de détails, voir Fiche technique et Distribution.
30 Jours de nuit (30 Days of Night) est un film d'horreur américano-néo-zélandais réalisé par David Slade et sorti en 2007. C'est l'adaptation de la série de comics du même nom créée par Steve Niles et Ben Templesmith.
Le film raconte l'histoire d'une petite ville isolée d'Alaska appelée Barrow qui se fait attaquer par un groupe de vampires, profitant du fait que la région est privée de soleil pendant un mois, comme à chaque hiver. Alors que l'action est censée se dérouler en Alaska, le film a été en majeure partie tourné en Nouvelle-Zélande.
Il totalise 75,5 millions $ de recettes au box-office pour un budget de 30 millions $. Une suite, 30 Jours de nuit : Jours sombres, sort en 2010. Deux séries télévisées ont également vu le jour.

## Synopsis
La ville de Barrow en Alaska connaît un mois sans soleil tous les ans en hiver. Alors que les habitants se préparent, un étranger (Ben Foster) débarque d'un grand navire et sabote les communications et les moyens de transport de la ville vers le monde extérieur. Le shérif de Barrow, Eben Oleson (Josh Hartnett), enquête sur ces actes criminels tout en apprenant que son ex-femme, Stella (Melissa George), a manqué le dernier avion et doit rester tout le mois. Cette nuit-là, une bande de créatures humanoïdes semblables à des vampires, et dotée d'une force et d'une vitesse surhumaines, attaque et massacre la plupart des habitants, forçant Eben, Stella, le petit frère d'Eben, Jake (Mark Rendall), et d'autres survivants à se cacher dans le grenier d'une maison. Les vampires trouvent l'étranger menotté aux barreaux du poste de police local. Celui-ci croit qu'ils vont le transformer en ce qu'ils sont pour le remercier de ce qu'il a fait. Cependant, ils n'en font rien et le tuent.
Dix-huit jours plus tard, alors qu'une tempête a lieu, le groupe de survivants profite du blanc dehors pour se rendre à l'épicerie et faire le plein de nourriture et de piles électriques. Pour que le groupe puisse ensuite atteindre le poste de police en sécurité, la tempête étant terminée, Eben crée une diversion en faisant un maximum de bruit tandis qu'il se dirige vers la maison de sa grand-mère où il utilise une de ses lampes à ultra-violets pour tuer l'une des vampires. Alors qu'il prend la fuite, Beau (Mark Boone Junior), l'employé du chasse-neige de la ville, crée une autre diversion avec son engin, tuant beaucoup de vampires, avant de tenter de se faire exploser. Après avoir échoué, un vampire le tue en lui écrasant la tête. Eben parvient à son tour au poste de police où il est contraint de tuer Carter (Nathaniel Lees (en)), qui a été griffé et se transforme en vampire.
Deux semaines plus tard, Stella et Eben découvrent que Billy (Manu Bennett), le collègue policier d'Eben, a survécu et est réfugié dans sa maison. Sur place, ils réalisent cependant qu'il a assassiné sa femme et ses enfants pour les sauver d'une mort douloureuse. L'ensemble des survivants se dirigent alors vers le centre technique, une station de traitement des eaux usées toujours alimentée en électricité, sauf Stella qui s'est séparée du groupe pour récupérer la petite Gail Robbins, et toutes deux se sont cachées sous une voiture. Au centre technique, les survivants sont attaqués par un vampire qu'ils réussissent à tuer mais pas avant que celui-ci n'ait mordu Billy qui commence à se transformer. Eben décide alors de l'achever avant que la transformation ne s'achève.
Juste avant la fin du mois sans soleil, les vampires mettent le feu à toute la ville afin de faire croire que tous les habitants sont morts dans l'incendie et ainsi pouvoir recommencer dans une autre ville l'année prochaine. Réalisant que Stella et Gail ne peuvent sortir de sous la voiture au risque de se faire tuer par les vampires, mais qu'elles finiront brûlées vives si elles restent sur place, Eben décide de se transformer volontairement en vampire pour pouvoir les affronter. Il s'injecte du sang infecté de Billy dans le bras et sort seul faire face au groupe de vampires. Affrontant leur chef en duel, il réussit à le tuer, ce qui fait fuir les autres vampires.
Eben et Stella attendent ensuite ensemble le lever du soleil, partageant un dernier baiser. Lorsque celui-ci se lève, Eben brûle dans les bras de Stella.

## Fiche technique
- Titre original : 30 Days of Night
- Titre français : 30 Jours de nuit
- Réalisation : David Slade
- Scénario : Steve Niles, Stuart Beattie et Brian Nelson, d'après les comics 30 Jours de nuit de Steve Niles et Ben Templesmith
- Musique : Brian Reitzell
- Direction artistique : Nigel Churcher et Mark Robins
- Décors : Jaro Dick
- Costumes : Jane Holland
- Photographie : Jo Willems
- Montage : Art Jones
- Production : Sam Raimi et Robert Tapert ; Ted Adams et Chloe Smith (coproducteur)
- Production exécutive : Joe Drake et Nathan Kahane
- Effets spéciaux de maquillage : Weta Workshop
- Sociétés de production : Ghost House Pictures, Columbia Pictures et Dark Horse Entertainment
- Sociétés de distribution : Sony Pictures Releasing (États-Unis ; cinéma) ; Sony Pictures Home Entertainment (États-Unis ; vidéo) ; SND Films (France ; cinéma)
- Pays de production :  États-Unis,  Nouvelle-Zélande
- Langue originale : anglais
- Format : couleur - 35 mm - 2,35:1 - son Dolby Digital
- Genre : horreur, fantastique
- Durée : 113 minutes
- Date de sortie :
  - États-Unis : 16 octobre 2007[2] (avant-première à Hollywood)[2], 19 octobre 2007[2] (sortie nationale)
  - France : 9 janvier 2008[2]
  - Belgique : 9 janvier 2008[2]
- Public :
  - France : interdit aux moins de 12 ans

 Sauf indication contraire, les informations mentionnées dans cette section peuvent être confirmées par la base de données cinématographiques IMDb,  présente dans la section « Liens externes ».

## Distribution
- Josh Hartnett (VF : Damien Boisseau ; VQ : Martin Watier) : le shérif Eben Oleson
- Melissa George (VF : Stéphanie Lafforgue ; VQ : Éveline Gélinas) : Stella Oleson
- Danny Huston (parle dans une langue fictive de vampire) : Marlow
- Ben Foster (VF : Xavier Fagnon ; VQ : Louis-Philippe Dandenault) : l'Étranger
- Mark Boone Junior (VF : Gilles Morvan ; VQ : Marc Bellier) : Beau Brower
- Mark Rendall (VF : Donald Reignoux ; VQ : Nicolas Bacon) : Jake Oleson
- Amber Sainsbury (en) (VF : Laëtitia Lefebvre ; VQ : Amélie Bonenfant) : Denise
- Manu Bennett (VF : David Krüger ; VQ : Tristan Harvey) : Billy Kitka
- Megan Franich : Iris
- Joel Tobeck (VF : Jean-Jacques Nervest ; VQ : Yves Soutière) : Doug Hertz
- Elizabeth Hawthorne (VF : Françoise Pavy ; VQ : Hélène Lasnier) : Lucy Ikos
- Nathaniel Lees (en) (VF : Bruno Henry ; VQ : Alain Sauvage) : Carter Davies
- Craig Hall (en) (VF : Laurent Morteau ; VQ : Alexis Lefebvre) : William Bulosan
- Chic Littlewood (en) : Isaac Bulosan
- Peter Feeney (en) (VF : Marc Saez) : John Riis
- Min Windle (VF : Armelle Gallaud) : Ally Riis
- Camille Keenan : Kirsten Toomey
- Jack Walley (VF : Fabien Jacquelin) : Peter Toomey
- Elizabeth McRae (en) : Helen Munson
- Grant Tilly (en) (VF : Patrick Raynal) : Gus Lambert
- Pua Magasiva (en) (VQ : Frédéric Desager) : Malekai Hamm
- Jared Turner (en) (VF : Yann Guillemot) : Aaron
- Kelson Henderson (de) (VF : Jean-Luc Atlan ; VQ : Stéphane Brulotte) : Gabe
- John Rawls (en) : Zurial
- Andrew Stehlin : Arvin
- Rachel Maitland-Smith : Gail Robbins
- Jacob Tomuri : Seth
- Abbey-May Wakefield (VF : Adeline Chetail) : la petite fille vampire

Sources et légendes : version française (VF) sur Voxofilm, RS Doublage et AlloDoublage ; version québécoise (VQ) sur Doublage.qc.ca

## Suite
Une suite intitulée 30 Jours de nuit : Jours sombres est sortie directement en DVD en 2010.